# Козак Іван Терентійович
Іван Терентійович Козак (березень 1935 — ?, місто Дніпропетровськ, тепер місто Дніпро) — український радянський державний діяч, секретар Дніпропетровського обласного комітету КПУ, 1-й секретар Софіївського та Магдалинівського районних комітетів КПУ Дніпропетровської області.

## Життєпис
Народився в березні 1935 року.
Член КПРС.
Перебував на відповідальній партійній роботі.
У 1971—1977 роках — 1-й секретар Софіївського районного комітету КПУ Дніпропетровської області.
На 1980 — лютий 1984 року — 1-й секретар Магдалинівського районного комітету КПУ Дніпропетровської області.
З 21 січня 1984 по квітень 1986 року — завідувач відділу організаційно-партійної роботи Дніпропетровського обласного комітету КПУ.
У квітні 1986 — серпні 1991 року — секретар Дніпропетровського обласного комітету КПУ з питань сільського господарства.

## Нагороди і звання
- ордени
- медалі
- Почесна грамота Президії Верховної Ради Української РСР (6.03.1985)
- Почесний громадянин Софіївського району (посмертно)